# Lawrence O’Donnell

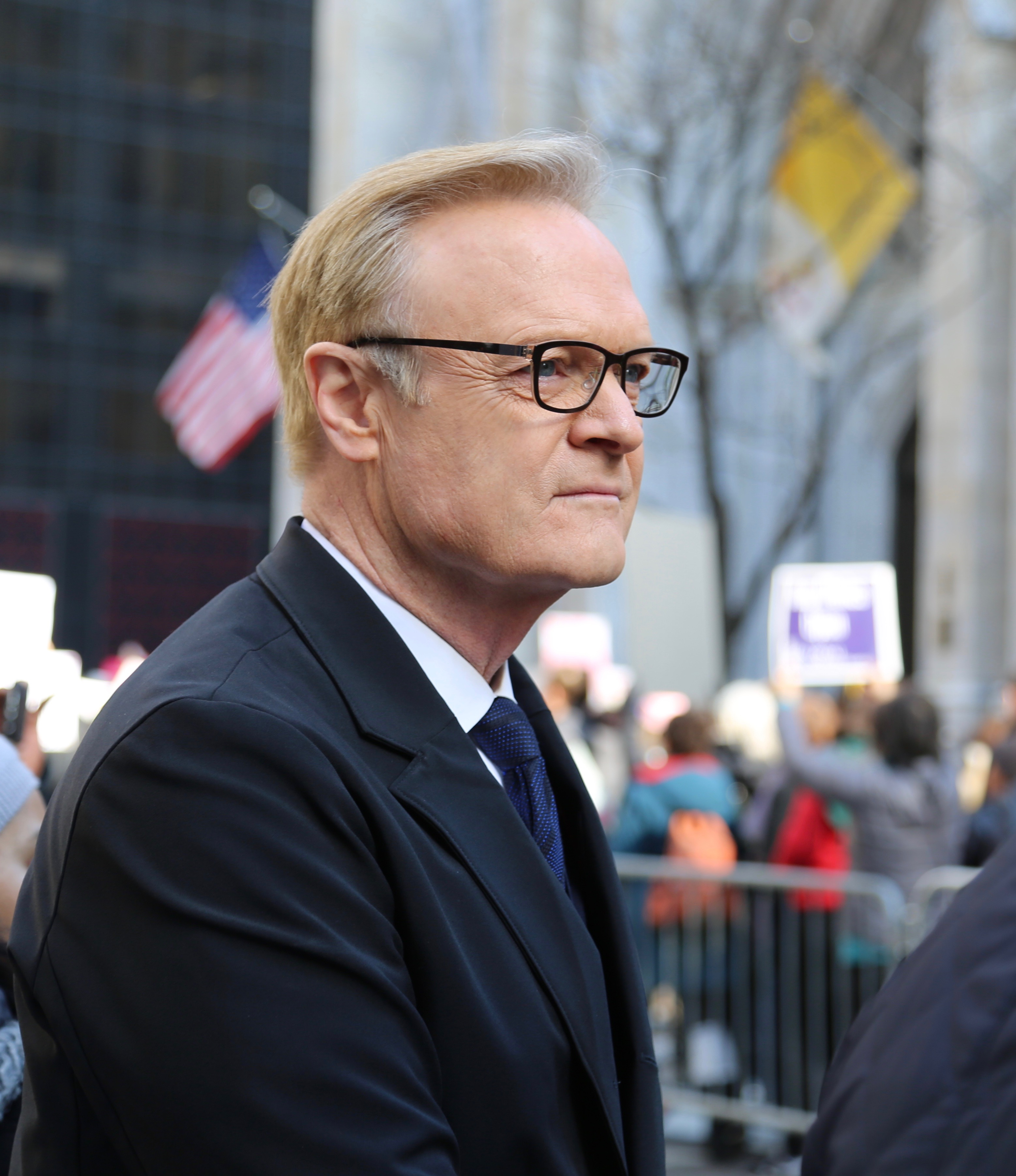
Lawrence O’Donnell (2017)

Lawrence Francis O’Donnell Jr. (* 7. November 1951 in Boston, Massachusetts) ist ein US-amerikanischer politischer Funktionär, politischer Kommentator und Fernsehmoderator.

## Leben und Wirken

### Jugend und Ausbildung
O’Donnell ist der dritte Sohn von Lawrence Francis O’Donnell Senior, der in den 1970er und 1980er Jahren ein bekannter Anwalt in New England war, und seiner Frau Frances Marie, geborene Buckley. In seiner Jugend besuchte er die St. Sebastian’s School, anschließend studierte er an der Harvard University, die er 1976 mit einem Abschluss im Fach Political Science verließ. Nachdem er bereits während seines Studiums für die universitätseigene Satirezeitschrift The Harvard Lampoon geschrieben hatte, arbeitete er seit Ende der 1970er Jahre als freischaffender Autor.

### Tätigkeit als freischaffender Autor
In den 1980er Jahren verfasste O’Donnell zahlreiche Artikel in nichtjournalistischen Rubriken wie „Style“ oder in den opinion sections zahlreicher Zeitungen wie zum Beispiel der New York Times.
O’Donnells größter Erfolg in dieser Zeit war das 1983 veröffentlichte Buch Deadly Force. In diesem rekonstruierte er einen aufsehenerregenden Fall krimineller Verstrickungen der Polizei seiner Heimatstadt Boston, der in den 1970er Jahren großes Aufsehen erregt hatte: 1976 hatten einige Bostoner Polizisten irrtümlich einen unschuldigen Mann getötet, den sie des bewaffneten Raubes verdächtigten, und anschließend versucht, ihren Fehler zu vertuschen, indem sie dem Toten falsche Belastungsbeweise unterschoben. O’Donnells Vater, Lawrence O’Donnell Senior, hatte sich damals auf Bitten der Witwe des Getöteten der Angelegenheit angenommen und es schließlich geschafft, die Unschuld des Mannes und das Fehlverhalten der Kriminalbeamten vor Gericht nachzuweisen. 1986 wurde O’Donnells Buch unter dem Titel A Case of Deadly Force vom Fernsehsender CBS verfilmt, wobei Richard Crenna O’Donnells Vater und Tate Donovan O’Donnell spielte.
2017 erschien sein Buch Playing with fire: The 1968 election and the transformation of american politics. O’Donnell liefert eine tiefgehende Analyse der US-Präsidentschaftswahlen 1968 mit detailreicher Beschreibung des Vorgehens und der Motive der Beteiligten. Die NY Times überschreibt ihre Besprechung mit „The presidential election that America lost“ (die Präsidentenwahl die Amerika verlor).

### Tätigkeit im US-Kongress
Ende der 1980er Jahre wurde O’Donnell in den Stab des demokratischen Senators Daniel Patrick Moynihan aufgenommen, in dem er bald eine führende Stellung einnahm. Er wurde 1992 zum Stabschef des Komitees für Umweltangelegenheiten und öffentliche Arbeiten des Senats ernannt. Im folgenden Jahr wechselte er auf den Posten des Stabschefs des Senatskomitees für Finanzen (Senate Financial Committee). In dieser Funktion, die er bis 1995 behielt, war er für die technische Ausarbeitung der auf Initiative der Regierung Clinton während der ersten Amtszeit von Bill Clinton verabschiedeten Gesetzesvorlagen zur Erhöhung diverser Steuern, insbesondere der Einkommensteuer, verantwortlich, denen häufig ein maßgeblicher Anteil am Wirtschaftsboom der Clinton-Jahre zugeschrieben wird.

### TV-Karriere
Von 1999 bis 2006 arbeitete O’Donnell als Autor und Produzent der von NBC ausgestrahlten Fernsehserie The West Wing. Von 1994 bis 2013 war er mit der Schauspielerin Kathryn Harrold verheiratet.
Seit der Gründung des Kabelnachrichtensenders MSNBC im Jahr 1996 ist O’Donnell für diesen als politischer Kommentator und Analyst tätig. In der jüngeren Vergangenheit war er insbesondere regelmäßiger Panel-Gast in der Frühstückssendung Morning Joe und Kommentator/Interview-Gast in den Sendungen von Keith Olbermann und Rachel Maddow im Abendprogramm des Senders. Noch 2009 wurde O’Donnell der ständige Ersatzmoderator der täglichen Primetime-Sendung Countdown with Keith Olbermann, die er 2009 und 2010 mehr als zwanzig Mal anstelle von Olbermann moderierte, während dieser beurlaubt, erkrankt oder verhindert war.
Seit dem 27. September 2010 moderiert O’Donnell die politische Informationssendung The Last Word, die wochentags um 22 Uhr Ostküstenzeit von MSNBC ausgestrahlt wird. Der Titel der Sendung spielt darauf an, dass sie aufgrund ihrer Sendezeit – sie endet unmittelbar vor dem Beginn des Nachtprogramms – den abschließenden Kommentar zum Tagesgeschehen abgibt, bevor die Zuschauer „zu Bett gehen“.
Politisch beschreibt O’Donnell sich häufig als „Sozialisten“, um sich vom amerikanischen – verhältnismäßig weit „rechts“ orientierten – Politmainstream abzugrenzen. Nach europäischen Maßstäben würde er in der Regel als gemäßigter Linker gelten. Durch seine Plattform als Moderator seiner eigenen politischen Informationssendung („talking head“ oder „pundit“) ist O’Donnell unter anderem als einer der prominenten und entschiedensten Gegner der in einigen US-Bundesstaaten existierenden Todesstrafe sowie des durch eine geringe Zahl von Regulierungen gekennzeichneten amerikanischen Waffenrechts hervorgetreten. Im Bereich des Gesundheitswesens befürwortet er ein „single payer“-System nach dem Vorbild Großbritanniens mit einer allgemeinen Versicherungspflicht. Ferner hat O’Donnell sich wiederholt für eine Legalisierung von Marijuana und die Beendigung des sogenannten war on drugs, das heißt der seit den frühen 1970er Jahren von allen US-Regierungen verfochtenen Linie einer rigiden Verfolgung von allen Drogenkonsumenten, selbst Konsumenten von vergleichsweise harmlosen Drogen, ausgesprochen und den Verfechtern dieser Politik vorgeworfen, hunderttausende Menschenleben zerstört zu haben und weiterhin zu zerstören, indem sie harmlosen Menschen wegen des Konsums von weichen Drogen längere Haftstrafen auferlegen und die Betroffenen durch Vorstrafen sozial stigmatisiere und ihre Chance auf einen Arbeitsplatz drastisch reduzierten.

## Schriften
- Deadly Force. The True Story of How a Badge Can Become a License to Kill, New York 1983.
- Playing with fire. The 1968 election and the transformation of American politics, New York 2017.